# Merdeka 118
A Merdeka 118 (korábbi nevein Menara Warisan Merdeka, KL 118 és PNB 118) egy 118 emeletes szupermagas felhőkarcoló Kuala Lumpurban, Malajzia fővárosában. 678,9 méteres magasságával a világ második legmagasabb épülete és építménye, csak a 829,8 méteres Burdzs Kalifa előzi meg. Az épület az ország történelmében jelentős Merdeka Stadionhoz való közelségéről kapta nevét (a Merdeka szó malájul függetlenséget jelent), a 118 pedig az emeletek száma.

## Építészeti jellemzői
A Merdeka 118 területe egy 7,7 hektáros területfejlesztés, amelyet a Permodalan Nasional Berhad (PNB) finanszírozott 5 milliárd maláj ringgites költségvetéssel. 2023-as befejezésekor a torony Malajzia legmagasabb épülete lett. Három szakaszban épült, és 400 000 négyzetméternyi lakó-, szálloda- és kereskedelmi területet foglal magában. Az épületben irodahelyiségek, szállodák és kiskereskedelmi üzletek, valamint egy kilátószint is helyet kapott, amely Délkelet-Ázsia legmagasabb kilátóterasza lett. Két kilátóterasza van, az első az épületben, a második pedig a toronycsúcsban. Az épületet négy hektárnyi városi park veszi körül. A nem bérelhető területet liftek, rekreációs és karbantartó létesítmények, valamint akár 8500 autó számára kialakított parkolóhelyek alkotják. A 80 emeletes irodaterületből hatvanat a Permodalan Nasional Berhad (PNB), a projekt fejlesztője és leányvállalatai számára tartanak majd fenn.

## Története

### Tervezés

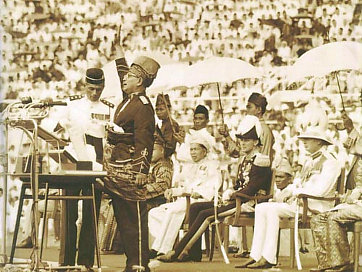
Tunku Abdul Rahman, amikor 1957. augusztus 31-én kikiáltotta Malajzia függetlenségét

Az épületet gyémánt alakú üveghomlokzatok kavalkádjaként tervezték, hogy jelezze a malajziaiak sokszínűségét. Az épület alakját Tunku Abdul Rahman kinyújtott kezének gesztusa ihlette, amikor a szomszédos stadionban 1957. augusztus 31-én kikiáltotta Malajzia függetlenségét, és a „Merdeka!” szót skandálta közben. Az épület burkolata 18 144 panelből, 114 000 négyzetméter üvegből és 1600 tonnányi ablakkeretből állt volna. A tervek szerint a teljes beruházás a 7 emeletes 118 Mall bevásárlóközpont, A-kategóriás irodák, szállodák és lakóövezetek kialakítását is tartalmazta volna. A statikus mérnökök a Leslie E. Robertson Associates és a Robert Bird Group voltak, míg a torony építő- és statikus mérnöke az Arup. Az épületet felszerelték és éjszaka 8,4 km hosszú LED-es fénycsíkokkal világították meg, amelyek fokozatosan mozogtak volna egyik sarokból a másikba. A Neapoli Group környezetvédelmi tervező és mérnöki céget alkalmazták, hogy tanácsadási szolgáltatásokat nyújtson az épületek környezetvédelmi és fenntarthatósági tanúsítását végző három szervezetnél (LEED, a Green Building Index és a GreenRE) a platina minősítés eléréséhez.

### Építés
A projekt cölöpözési és alapozási munkáit a Pintaras Geotechnics Sdn Bhd. végezte. A Permodalan Nasional Berhad hat konzorciumtól kapott pályázatot a különböző építési munkákra: ezek a Samsung C&T és UEM Group Bhd; IJM Corp Bhd, Norwest Holdings Sdn Bhd és Shimizu Corp; Malaysian Resources Corp Bhd és State Construction Engineering Corp; WCT Bhd és Arabtec Construction LLC; TSR Capital Bhd és Daewoo Group; Seacera Group Bhd, Spaz Sdn Bhd, Sinohydro Corp és a Shanghai Construction Group együttesei voltak. Ezek a cégek 2015. január 28-ig nyújtották be ajánlatukat. A finn KONE 87 liftet és mozgólépcsőt szállított a projekthez.
2015. november 23-án a PNB bejelentette, hogy a dél-koreai Samsung C&T és az UEM Group Berhad közös vállalatának ítélték oda a 3,4 milliárd RM értékű szerződést. 2017. november 9-én a PNB továbbá azt tervezte, hogy a projekthez legfeljebb 5 milliárd RM összegű forrást von be a Merdeka Asean Green SRI Sukuk révén, 15 éves futamidővel. A szukuk a torony részét képező 83 emeletes irodaterületének fejlesztését fedezte. Ez a malajziai értékpapír-bizottság által bevezetett Asean Green Bond Standards első alkalmazása, amely a PNB elkötelezettségét igazolja a projekt fenntartható és környezetbarát projektként való fejlesztése iránt.
2018. február 27-én bejelentették, hogy a Hyatt szállodát nyit a Merdeka 118-ban. A Park Hyatt Kuala Lumpur az épület legfelső 17 emeletét foglalja majd el; a tervek szerint 232 egységgel rendelkezik majd, köztük 28 lakosztállyal és 30 apartmannal.
Az építkezést 2020. március 18-án leállították a Malajziában a Covid19-világjárvány miatt elrendelt mozgáskorlátozás miatt, de a munkálatok 2020. május közepén folytatódtak. 2020. augusztus elején az épület betonmagja elérte a 118 emeletes magasságot, megelőzve a Vincom Landmark 81-et, mint Délkelet-Ázsia legmagasabb épületét.
2021 júniusában a torony 81%-os készültségi fokon állt, az üveghomlokzat felszerelése folyamatban volt a 108. szinten, és sikeresen elérte a 118. szintet, amelynek tornyát már 50%-ban összeszerelték a kiskereskedelmi pódiummal együtt . A Turner International a projektmenedzsment-tanácsadó szerepét töltötte be a komplex fejlesztésnél. A torony tetején található csúcsdíszt és antennát 2021 novemberében húzták fel.
2024. január 10-én   Asz-Szultan Abdullah államfő hivatalosan is felavatta a Merdeka 118-at, kijelentve, hogy az új mérföldkő az ország sokszínűségét ünneplő embereket szimbolizálja, mint független nemzetet.

## Fordítás
- Ez a szócikk részben vagy egészben  a   Merdeka 118 című angol Wikipédia-szócikk ezen változatának fordításán alapul.  Az eredeti cikk szerkesztőit annak laptörténete sorolja fel. Ez a jelzés csupán a megfogalmazás eredetét és a szerzői jogokat jelzi, nem szolgál a cikkben szereplő információk forrásmegjelöléseként.